# Campionato Italiano di Football 1903
Il Campionato Italiano di Football 1903 è stata la 6ª edizione del campionato italiano di calcio, disputata tra il 1º marzo 1903 e il 13 aprile 1903 e conclusa con la vittoria del Genoa, al suo quinto titolo.

## Stagione
Il torneo fu il sesto campionato italiano di calcio organizzato dalla Federazione Italiana Football (FIF).

### Formula
Prima fase regionale, con un torneo a eliminazione diretta per il Piemonte. Il tabellone prevedeva un sistema di challenge round in base al quale i campioni in carica (quell'anno il Genoa) accedevano direttamente alla finale.

### Avvenimenti
La Juventus riuscì ad arrivare in finale per la prima volta: tuttavia la Juventus – che aveva avuto la meglio in semifinale sul Milan – perse 3-0 contro il Genoa, che vinse così il quinto titolo nazionale.

## Squadre partecipanti

### Liguria
| Club         | Stagione  | Città  | Stagione precedente                                     |
| ------------ | --------- | ------ | ------------------------------------------------------- |
| Andrea Doria | dettaglio | Genova | Eliminatoria ligure nel Campionato Italiano di Football |
| Genoa        | dettaglio | Genova | Vincitrice del Campionato Italiano di Football          |

### Lombardia
| Club  | Stagione  | Città  | Stagione precedente                           |
| ----- | --------- | ------ | --------------------------------------------- |
| Milan | dettaglio | Milano | Finalista nel Campionato Italiano di Football |

### Piemonte
| Club          | Stagione  | Città  | Stagione precedente                                                                 |
| ------------- | --------- | ------ | ----------------------------------------------------------------------------------- |
| Audace Torino | dettaglio | Torino | 3ª nell'eliminatoria piemontese nel Campionato Italiano di Football                 |
| Torinese      | dettaglio | Torino | Semifinalista nel Campionato Italiano di Football                                   |
| Juventus      | dettaglio | Torino | Perdente spareggio nell'eliminatoria piemontese nel Campionato Italiano di Football |

## Risultati

### Calendario

#### Eliminatoria ligure

##### Verdetto
- Andrea Doria unica iscritta e qualificata all'eliminatoria interregionale.

#### Eliminatoria lombarda

##### Verdetto
- Milan unico iscritto e qualificato alla semifinale.

#### Eliminatoria piemontese
| Arbitro: | Calì (Genova) |

|   |           |  |
| ? | Marcatori |  |

| Arbitro: | Pasteur (Genova) |

|   |           |   |
| ? | Marcatori | ? |

##### Verdetto
- Juventus qualificata all'eliminatoria interregionale.

#### Eliminatoria interregionale ligure-piemontese
| Arbitro: | Dobbie (Torino) |

|                          |           |         |
| Malvano 10’ Ferraris I ? | Marcatori | Ansaldo |

##### Verdetto
- Juventus qualificata alla semifinale.

#### Semifinale
| Arbitro: | Calì (Genova) |

|  |           |                 |
|  | Marcatori | Forlano Malvano |

##### Verdetto
- Juventus qualificata alla finale.

#### Finale

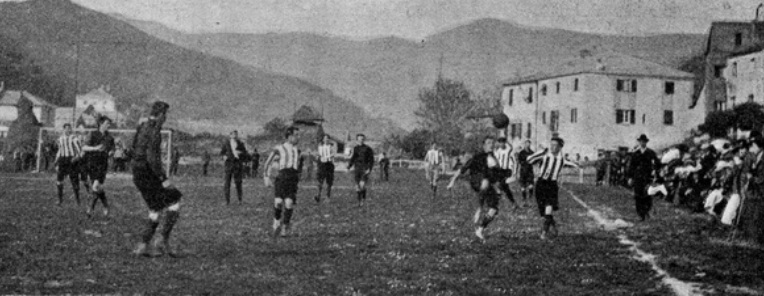
Una fase di gioco della finale tra Genoa e Juventus terminata 3-0.

| Arbitro: | Suter (Milano) |

|                                |           |  |
| Dapples Agar 60’ Armano (aut.) | Marcatori |  |

### Verdetto
- Genoa campione d'Italia 1903.

### Squadra campione
| Formazione tipo (2-3-5)                                                                 | Giocatori (ruolo)                    |
| --------------------------------------------------------------------------------------- | ------------------------------------ |
| Spensley Senft Bugnion Cartier Foffani Pasteur I Rossi Agar Dapples Pasteur II Montaldi | James Spensley (portiere e capitano) |
| Spensley Senft Bugnion Cartier Foffani Pasteur I Rossi Agar Dapples Pasteur II Montaldi | Karl Senft (terzino destro)          |
| Spensley Senft Bugnion Cartier Foffani Pasteur I Rossi Agar Dapples Pasteur II Montaldi | Étienne Bugnion (terzino sinistro)   |
| Spensley Senft Bugnion Cartier Foffani Pasteur I Rossi Agar Dapples Pasteur II Montaldi | Giovanni Foffani (centro mediano)    |
| Spensley Senft Bugnion Cartier Foffani Pasteur I Rossi Agar Dapples Pasteur II Montaldi | Edoardo Pasteur (mediano sinistro)   |
| Spensley Senft Bugnion Cartier Foffani Pasteur I Rossi Agar Dapples Pasteur II Montaldi | Alfred Cartier (mediano destro)      |
| Spensley Senft Bugnion Cartier Foffani Pasteur I Rossi Agar Dapples Pasteur II Montaldi | Paolo Rossi (ala destra)             |
| Spensley Senft Bugnion Cartier Foffani Pasteur I Rossi Agar Dapples Pasteur II Montaldi | Montaldi (ala sinistra)              |
| Spensley Senft Bugnion Cartier Foffani Pasteur I Rossi Agar Dapples Pasteur II Montaldi | Joseph William Agar (mezzala destra) |
| Spensley Senft Bugnion Cartier Foffani Pasteur I Rossi Agar Dapples Pasteur II Montaldi | Enrico Pasteur (mezzala sinistra)    |
| Spensley Senft Bugnion Cartier Foffani Pasteur I Rossi Agar Dapples Pasteur II Montaldi | Henri Dapples (centro attacco)       |